# Димитър Ковачев (палеонтолог)
Вижте пояснителната страница за други личности с името Димитър Ковачев.
Димитър п. Борисов Ковачев е български учител и палеонтолог, който е сред основоположниците на Палеонтологичния музей в Асеновград и негов дългогодишен уредник.
Приносите на Димитър Ковачев са пример за извеждането на българската палеонтологична наука сред тези, допринесли за изучаването на природната обстановка на късномиоценската Балкано-Иранска зоогеографска провинция. През 2001 г. е обявен за почетен гражданин на Асеновград.

## Биография
Димитър п. Борисов Ковачев е роден в село Любенова махала, община Нова Загора, област Сливен на 20 октомври 1928 година. Завършва биология в Софийския университет „Свети Климент Охридски“ през 1953 година. Работи като учител по биология в гимназията в Асеновград (днес СОУ „Св. княз Борис I”). При летни експедиции през 1960-те години открива скелет на деинотерий край село Езерово. През 1970-те години започва организирането и провеждането на редовни палеонтологични експедиции със свои ученици. Дълги години ръководи разкопки в находището на миоценски бозайници край благоевградското село Калиманци, а през 1980-те години открива и находището край Хаджидимово - „Гиризите“, едно от най-богатите за науката находища на пикермийска фауна. Първоначално излага своята експозиция в училището, където преподава, а по-късно благодарение на подкрепата от БАН е организирано създаването на Палеонтологичен музей в Асеновград, където да бъдат съхранени и представени над 40 хиляди открити фосилни находки.
Автор е на 7 самостоятелни и 8 съвместни публикации. Сред тях са описанието на нов вид мечка от род Indarctos - Indarctos bakalovi, на уникалния почти пълен скелет на саблезъбата котка Metailurus, монографичната работа върху маймуните Mesopithecus. Открива и единствените останки от изчезнал вид Калиманция булгарика.